# Lycaena li
Lycaena li är en fjärilsart som beskrevs av Charles Oberthür 1886. Lycaena li ingår i släktet Lycaena och familjen juvelvingar. Inga underarter finns listade i Catalogue of Life.